# Nicholls Rivulet
Nicholls Rivulet är en ort i Australien. Den ligger i kommunen Huon Valley och delstaten Tasmanien, i den sydöstra delen av landet, omkring 34 kilometer sydväst om delstatshuvudstaden Hobart.
Närmaste större samhälle är Huonville, omkring 16 kilometer nordväst om Nicholls Rivulet. 
I omgivningarna runt Nicholls Rivulet växer i huvudsak städsegrön lövskog. Runt Nicholls Rivulet är det mycket glesbefolkat, med 2 invånare per kvadratkilometer. Genomsnittlig årsnederbörd är 920 millimeter. Den regnigaste månaden är juli, med i genomsnitt 114 mm nederbörd, och den torraste är februari, med 49 mm nederbörd.